# Johannes Wolff (Baumeister)
Johannes Wolff (auch Johannes Wolf) (* 1731; † 1791 in Kassel) war ein deutscher Baumeister.

## Leben

### Herkunft und Familie
Johannes Wolff entstammte der Kasseler Architektenfamilie Wolff, die auf seinen Großvater Johann Wolf zurückgeht, der 1730 in Kassel verstarb und möglicherweise aus der Schweiz einwanderte. Er war der Sohn des Gastwirts und späteren Steinmetzmeisters Abraham Wolff (1701–1752).
Johannes war verheiratet und Vater der Kinder
- Johann Heinrich (1753–1801, Baumeister und Militäringenieur)
- Heinrich Abraham (1761–1812, Baumeister) Hofwerkmeister
- Georg Theodor Ernst (1768–1812, Militäringenieur)
- Johann Conrad (1766–1815, Bildhauer, Stuckateur)

Sein Enkelsohn Johann Heinrich Wolff war Steinmetz und Architekturschriftsteller.

### Wirken
Johannes war wie sein Vater Gastwirt und erlernte bei ihm das Steinmetzhandwerk. 1750 wurde er in die Steinmetzbruderschaft aufgenommen. Er renovierte 1764 den Altar der Martinskirche. 1776 als Stadtsteinmetzmeister  bezeichnet, erhielt er am 25. April 1785 seine Ernennung.
Sein großes Verdienst liegt in der Schaffung des noch heute bestehenden Tannenwäldchen vor dem Kölnischen Tor. Am östlichen Eingang an der Ecke Dingelstedt-/Lenoirstraße befindet sich zur Erinnerung an Johannes Wolff ein Gedenkstein aus dem Jahre 1789.

### Werke
- 1757 Anfertigung einer Zeichnung der Stiege am Residenzschloß in Wien
- 1789 Skizze für die geplante Baumschule in Kassel[2]

### Ehrungen
1768 Belobigung durch das Collegium Carolinum